# Casa del Mobilio Carbonizzato

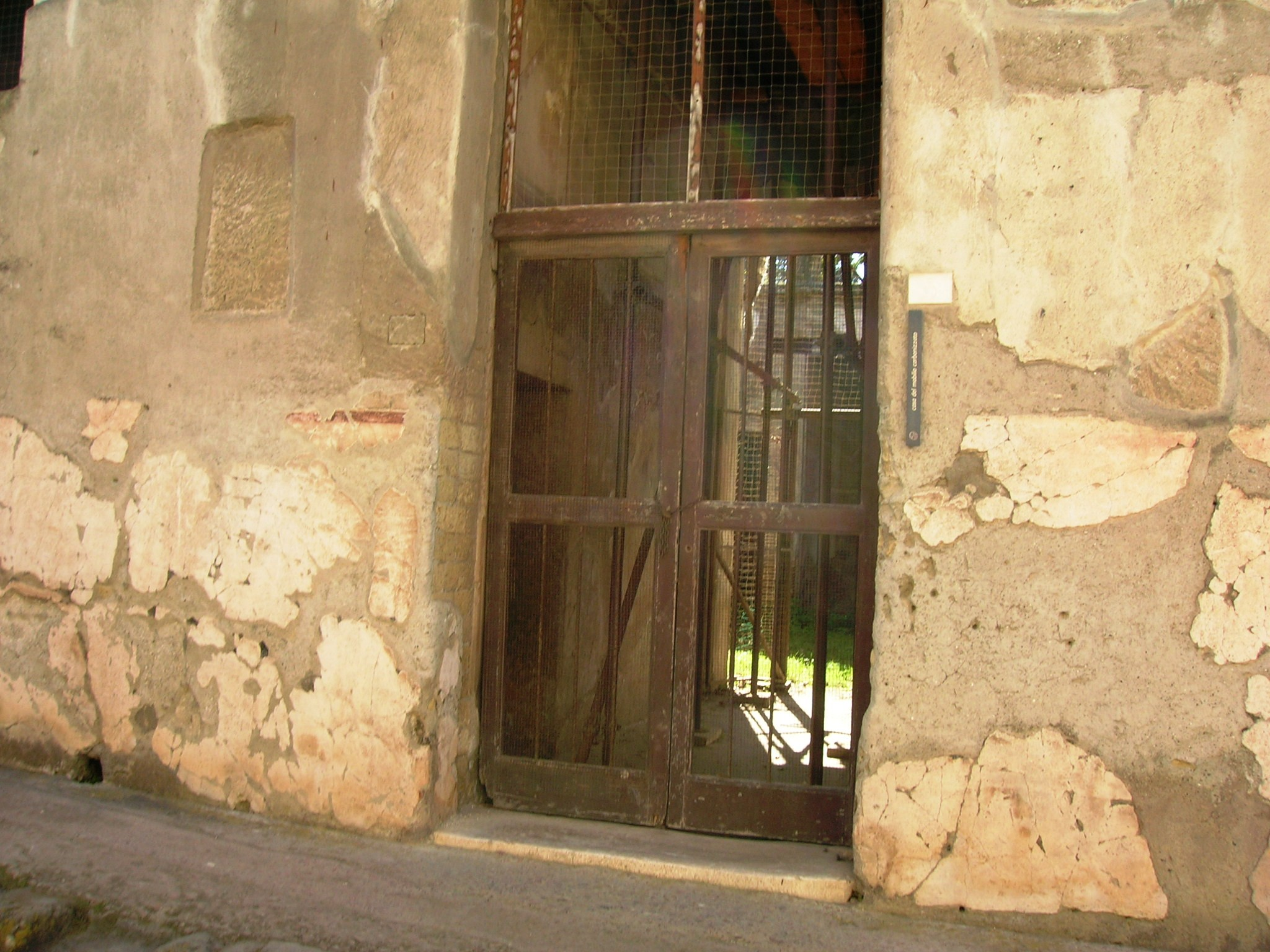
L'ingresso

La casa del Mobilio Carbonizzato è una casa di epoca romana, sepolta dall'eruzione del Vesuvio del 79 e riportata alla luce a seguito degli scavi archeologici dell'antica Ercolano: è così chiamata in quanto al suo interno sono stati ritrovati mobili carbonizzati dall'effetto delle colate piroclastiche.

## Storia e descrizione
La casa del Mobilio Carbonizzato è una delle più antiche della città: venne completamente restaurata in età claudia, quando furono rifatte le decorazioni in terzo stile, e poi nuovamente dopo il terremoto di Pompei del 62 per riparare i danni subiti, con l'aggiunta di qualche pittura in quarto stile: sepolta sotto una coltre di fango dall'eruzione del Vesuvio del 79, fu esplorata prima tramite cunicoli nel XVIII secolo dagli esploratori borbonici e poi riportata alla luce nel XX secolo a seguito degli scavi condotti da Amedeo Maiuri.
La casa, che si affaccia sul cardo IV e che ha una superficie di duecentoquindici metri quadrati, segue il classico impianto delle abitazioni romane: superate le fauci d'ingresso si accede all'atrio, senza impluvium,  decorato con pitture in terzo stile, di cui rimangono scarse tracce, mentre sono più visibili le decorazioni in gesso, ed una serie di colonne poste lungo il perimetro superiore, che avevano la funzione di arieggiare ed illuminare l'ambiente. Oltre ad una scala posta vicina all'ingresso, intorno all'atrio, eccetto lungo il lato meridionale, si aprono una serie di stanze, come cubicoli, un oecus ed il tablino: l'oecus è decorato in quarto stile con zona mediana in rosso e fregio in bianco, arricchito con raffigurazioni di elementi architettonici che incorniciano alcuni quadretti, tra cui un gallo e una natura morta. Il tablino, illuminato tramite una finestra che affaccia direttamente sul giardino, presenta pitture in terzo stile, caratterizzato da pennelli rossi e gialli, ornati con figure volanti, ed un fregio in rosso, e una pavimentazione a mosaico bianco con bordo nero, decorato al centro da un quadrato in opus sectile. Il corridoio, con pitture in terzo stile e che ha anche un'apertura sulla cucina con un'altra scala per il piano superiore, parte dall'atrio e giunge al triclinio ed al giardino: il triclinio è illuminato da tre finestre e ha alla pareti affreschi in quarto stile con zoccolatura e fregio in nero e zona mediana in rosso, arricchita con scene mitologiche e medaglioni; in questo ambiento furono rinvenuti i resti carbonizzati di oggetti di arredamento in legno come un divano ed un tavolo. Il giardino ha al centro un impluvium ed un larario, rappresentato come un piccolo tempio, con nicchia a conchiglia, dove venivano riposte le statuette, non trovate al momento dello scavo, e timpano sostenuto da due colonne e ornato con affreschi e stucchi.